# Roslagsbröd
Roslagsbröd AB, tidigare Sandströms bageri, är ett svenskt bageri för hårdbröd i Gimo, Uppsala län, grundat 1922.

## Historia
Roslagsbröd grundades av familjen Sandström i Gimo 1922 under namnet Sandströms bageri, och har från början i huvudsak bakat hårdbröd. Sedan 1940-talet har bageriet legat i samma lokaler på Fabriksgatan i Gimo. Det drevs av familjen Sandström i två generationer.
På 1990-talets mitt tog familjen Saberski över verksamheten, som då även bytte namn till Roslagsbröd. Det var under de nya ägarna som bageriet inriktade sig på att baka det ekologiska knäckebrödet de sedan dess blivit kända för.
Verksamheten övertogs 2020 av Jonas Jansson och Christoffer Mårelius, Ica-handlare i Norrtälje respektive Gimo. I oktober 2023 bytte verksamheten ägare återigen då bagaren Rickard Holmström, som även äger Bagarboden i Grisslehamn, tog över Roslagsbröd.
I december 2022 startade en brand i bakugnen i bageriet till följd av ett elfel, och produktionen låg nere i cirka en månad. Strax efter ägarbytet 2023 brann ugnen i bageriet återigen till följd av ett elfel. Verksamheten låg därför nere under knappt tre månader över årsskiftet.
Roslagsbröd gick i konkurs på Holmströms begäran 12 maj 2025. Holmström har i en intervju i juli 2025 meddelat att han letar finansiering för att kunna återuppta verksamheten, och att han köpt maskinparken från konkursboet.

## Produktion
Roslagsbröd tillverkar hårdbröd av råg och vete. Brödet tillverkas i hög grad med samma hantverksmässiga metoder som när anläggningen invigdes på 1940-talet, även om vissa moment datoriserats genom åren. I centrum för tillverkningen står den 12 meter långa bakugnen som murats i lokalen och sett i stort sett likadan ut sedan den byggdes på 1940-talet.
Till vardags bakas framför allt hårdbröd av råg. Till högtiderna bakar dock Roslagsbröd även ett särskilt vetehårdbröd. Detta säljs som Julbröd eller Påskbröd beroende på högtid, men är i grunden samma bröd.
Produktionstakten låg i december 2003 på cirka 12 000 hårdbrödskakor om dagen. I november 2022, kort före branden senare samma månad, var motsvarande siffra minst 6 000 hårdbrödkakor per dag.

### Sortiment
I sitt sortiment har Roslagsbröd bland annat följande varor:
- Grovknäcke, av råg.
- Jul- och påskbröd, av vete och råg.
- Mellanknäcke, av råg.
- Värdshusknäcke, av råg. Framtaget genom tidigare samarbete med Långbro värdshus.
- Ärilsknäcke,[a] av råg.